# EPER
EPER (z anglického European Pollutant Emission Register) je evropský registr emisí znečišťujících látek do životního prostředí. 
Byl zřízen rozhodnutím Evropské komise ze 17. července 2000 na základě směrnice Rady 96/61/ES o integrované prevenci a omezování znečištění. Shromažďuje data o emisích asi 12 tisíc podniků ve 25 členských státech Evropské unie. 